# John Wiley & Sons
John Wiley & Sons (Джон Вайлі та сини) — міжнародна публічна компанія, яка спеціалізується в галузі академічних видань для професіоналів, студентів і викладачів вищої школи, дослідників. Компанія John Wiley & Sons видає книги, журнали, енциклопедії в друкованому та електронному вигляді, надає доступ до публікацій і послуг в інтернеті.
Підприємство утворено в 1807 році, коли Чарльз Вайлі відкрив друкований магазин на Манхеттені. Компанія видавала таких американських письменників XIX століття, як Джеймс Фенімор Купер, Вашингтон Ірвінг, Герман Мелвілл і Едгар Аллан По. Під час другої промислової революції Wiley почала видавати наукову, технічну та інженерну літературу. Компанія кілька разів змінювала назву залежно від власника і отримала свою поточну назву в 1876 році, коли Вільям Вайлі приєднався до бізнесу свого батька, Джона, і старшого брата, Чарльза (тезки діда-засновника). У двадцятому столітті компанія розширила свою видавничу активність у комерції, науках і вищий освіті. З 1901 року Wiley і дочірні компанії видали праці понад 350 лауреатів Нобелівської премії[джерело?].

## Дочірні компанії
Wiley-VCH — німецьке видавництво, яке належить John Wiley & Sons. Видавництво засновано у 1921 році як Verlag Chemie (що означає «Хімічна преса»: VCH означає Verlag Chemie ) двома німецькими науковими товариствами, які пізніше об'єднались в Товариство німецьких хіміків (GDCh). У 1991 році VCH придбала Akademie Verlag. З 1996 року він належить John Wiley & Sons. Гуманітарний відділ Akademie Verlag і бренд Akademie були продані в 1997 році R. Oldenbourg Verlag, тоді як VCH зберіг каталог природничих наук.